# 新安縣志 (廣東省)
《新安縣志》是中國廣東省新安县（後復稱寶安縣，今天中國廣東省深圳市及香港特別行政區一帶）的地方志，現存的分為清朝康熙年間篇定的舊志和嘉慶年間篇定的新志，分別刊行於康熙二十七年（1688年）及嘉慶二十四年（1819年）。
香港及深圳在明清两代，是广州府新安县管辖；《新安縣志》是記載香港開埠前歷史的重要文獻。

## 康熙二十七年刊行
分為13卷：輿圖志、天文志、地理志、職官志、武官志、宫室志、田賦志、典禮志、兵刑志、人物志、防省志、藝文志、雜志。由知縣勒文謨主修，縣學者鄧文蔚纂，孤本藏於北京（國家）圖書館，現常見的油印本由廣東中山圖書館於1962年謄寫。

## 嘉慶二十四年刊行
約在清嘉慶廿四年（1820年）編成，共分為24卷，由舒懋官主修，王崇熙著。
嘉慶新安縣志內容廣泛，涉及物產，天災等，部分精彩內容：
- 《山水略》:「鳳凰山在大奚山帳內，雙峰插雲，形如鳳閣，與杯渡山對峙。中有神茶一株，能消食退暑……名曰鳳凰茶。」
- 《九龍雨雹》:「嘉慶十二年二月初十、十一等日，九龍、蠔涌一帶雨雹，牛畜多被擊死。」

保存的包括初刻本兩部、修訂本七部，分存在北京大學圖書館、天津圖書館、上海圖書館、廣東中山圖書館、廣東省博物館、鳳崗書院（南頭中學）等地。

## 新安海防圖
海防圖中大概記錄了新安縣的城鎮、山林、船、汛營等名稱，但比例上跟實際地形有很大出入，例如屯門、赤柱這些連接陸地的地方皆以小島標示。

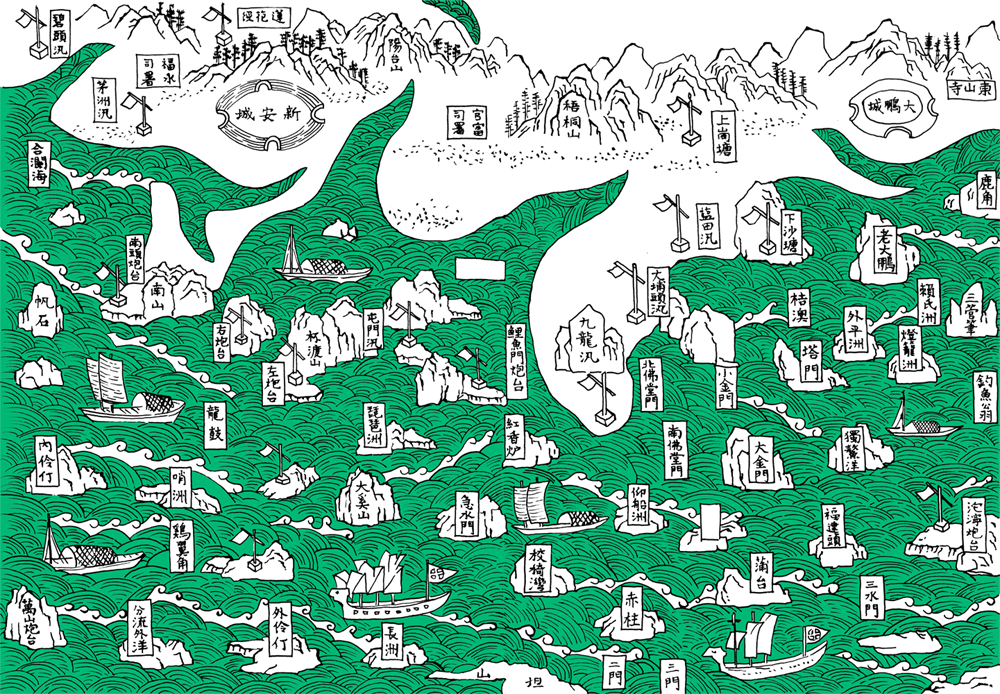
清朝嘉慶二十四年 (1819年)《新安海防圖》節錄重繪

圖中「紅香爐」(即今天后銅鑼灣一帶) 是當時香港島其中一個籠統的古稱。